# خواكيم كيرشنر
خواكيم كيرشنر (بالألمانية: Joachim Kirschner)‏ هو جندي وطيار ألماني، ولد في 7 يونيو 1920 في لوسنيتس في ألمانيا، وتوفي في 17 ديسمبر 1943 في ميتكوفيتش في كرواتيا.